# Хрест Порятунку тих, хто гине
Хре́ст Порятунку гинучих (лит. Žūvančiųjų gelbėjimo kryžius, до 1991 року — Žūstančių gelbėjimo kryžius) — державна нагорода Литовської Республіки.

## Історія
Хрест був заснований в 1930 році й призначався для нагородження осіб, котрі відзначилися при порятунку людей, що гинули. Найчастіше їм нагороджували за порятунок потопаючих, так як за відвагу на пожежі в Литві вже існувала особлива нагорода. Відомий литовський фалерист Альгімантас Астікас (лит. Algimantas Astikas) у своїй книзі згадує про 46 нагородження хрестом Порятунку тих, хто гине в період між 1930–1940 роками.
У 1940 році, з початком першої окупації Литви радянськими військами та приєднання її до СРСР, нагороду було скасовано.
Верховна Рада Литовської Республіки 12 вересня 1991 законом «Про ордени, медалі та інші відзнаки» Nr.I-1799 відродила всі державні нагороди, що існували в Литві з 1 вересня 1930 року, крім медалі Первістків Війська.

## Положення про нагороду
|  | 38 стаття. Нагородження хрестом Порятунку тих, хто гине 1. Хрестом Порятунку тих, хто гине нагороджуються особи, які, незважаючи на небезпеку для власного життя, рятували людей, що гинули. 2. Хрестом Порятунку тих, хто гине та ж особа може бути нагороджена кілька разів. Кожне нове нагородження позначається золотою зірочкою, яка кріпиться до стрічки. 39 стаття. Структура хреста Порятунку тих, хто гине Хрест Порятунку гинучих складає: 1) Хрест — золотий, покритий червоною емаллю, 36 мм величиною. На лицьовій стороні, у середині хреста — білий голуб, що несе лаврову гілочку, під ним — золоті літери «SOS». На зворотній стороні, в центрі — стилізований вершник, навколо нього, на чорному кільці — напис «Рятувальнику тих, хто гине» (лит. «Žūvančiųjų gelbėtojui»). 2) Стрічка — темно-червоного муару, 32 мм завширшки, з двома широкими і двома вузькими білими смужками по краях. |

| Лицьова сторона | Повторне нагородження | Зворотна сторона |
| --------------- | --------------------- | ---------------- |
|                 |                       |                  |
|                 |                       |                  |

## Нагородження хрестом
База даних осіб, нагороджених хрестом Порятунку тих, хто гине доступна на сторінці Президента Литовської Республіки.